# Zalagasper
zalagasper (anteriormente Zala Kralj & Gašper Šantl) es un dúo esloveno procedente de Maribor,  formado por la vocalista Zala Kralj y el multiinstrumentista Gašper Šantl. Ambos se conocieron mediante un amigo en común, que ahora es el mánager del dúo. Debido a que ganaron la preselección eslovena, Evrovizijska Melodija 2019, representaron a Eslovenia en el Festival de la Canción de Eurovisión 2019 con la canción Sebi.
El dúo se constituyó en 2018, después de que Kralj hubiera empezado a poner voz a algunas canciones escritas y producidas por Šantl, aunque inicialmente Kralj era considerada como una artista colaboradora. A raíz de su unión, lanzaron los sencillos "Valovi", "Baloni" y "S teboi" en 2018, antes de lanzar su extended play Štiri en febrero de 2019.

## Miembros
- Zala Kralj – voz, sampler.
- Gašper Šantl – guitarra, sampler, producción.

## En el festival de Eurovisión
Dentro de Eurovisión consiguieron un sexto puesto en la primera semifinal, otorgándoles el pase a la final. La noche del sábado, el dúo consiguió una 15.ª posición con 105 puntos.

## Discografía

### Álbumes de estudio
| Título | Detalles |
| ------ | --- |
| 4      | - Fecha de Lanzamiento: 14 de febrero de 2020 - Discográfica: Universal Music Slovenia - Formatos: Descarga digital |

### EP
| Título | Detalles | Posiciones en las listas de éxitos |
| Título | Detalles | SLO                                |
| ------ | --- | ---------------------------------- |
| Štiri  | - Fecha de Lanzamiento: 16 de febrero de 2019 - Discográfica: Universal Music Slovenia - Formatos: Descarga digital | —                                  |

### Sencillos
| Título                                                                            | Año  | Posiciones en las listas de éxitos | Posiciones en las listas de éxitos | Posiciones en las listas de éxitos | Posiciones en las listas de éxitos | Álbum     |
| Título                                                                            | Año  | SLO                                | CRO                                | SWE Heat.                          | SWI                                | Álbum     |
| --------------------------------------------------------------------------------- | ---- | ---------------------------------- | ---------------------------------- | ---------------------------------- | ---------------------------------- | --------- |
| "Valovi"                                                                          | 2018 | —                                  | —                                  | —                                  | —                                  | Štiri y 4 |
| "Baloni"                                                                          | 2018 | —                                  | —                                  | —                                  | —                                  | Štiri y 4 |
| "S teboi"                                                                         | 2018 | —                                  | —                                  | —                                  | —                                  | Štiri y 4 |
| "Sebi"                                                                            | 2019 | 2                                  | —                                  | 13                                 | 77                                 | Štiri y 4 |
| "Come to Me"                                                                      | 2019 | —                                  | —                                  | —                                  | —                                  | 4         |
| "Signals"                                                                         | 2019 | —                                  | —                                  | —                                  | —                                  | 4         |
| "Me & My Boi"                                                                     | 2020 | —                                  | —                                  | —                                  | —                                  | 4         |
| "Box"                                                                             | 2020 | —                                  | 82                                 | —                                  | —                                  | 4         |
| "—" denota que el sencillo no ingresó en los charts o no fue lanzado en esa zona. |      |                                    |                                    |                                    |                                    |           |